# Estatística computacional

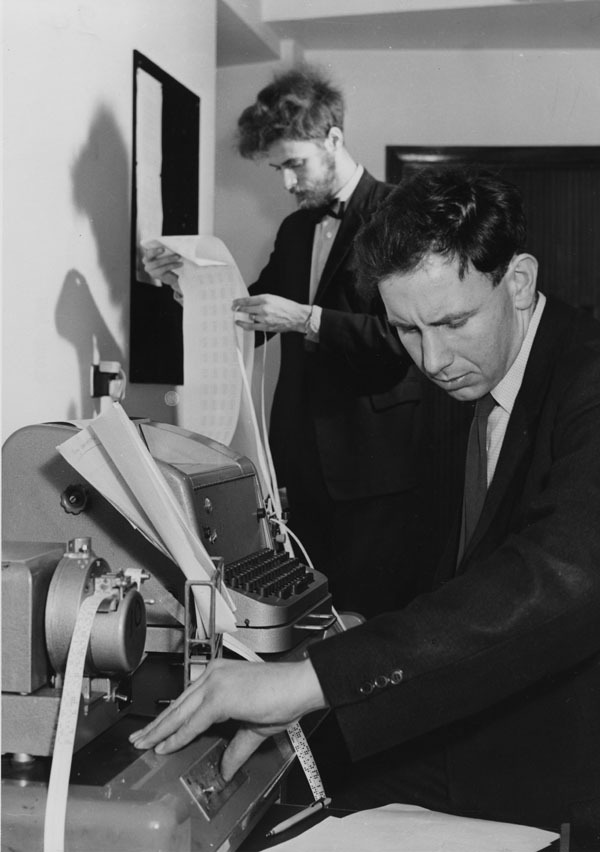
Alunos trabalhando na Sala de Máquinas de Estatística da London School of Economics em 1964.

A estatística computacional, ou computação estatística, é a interface entre estatística e ciência da computação. É a área da ciência computacional (ou computação científica) específica para a ciência matemática da estatística. Essa área também está se desenvolvendo rapidamente, levando a pedidos de que um conceito mais amplo de computação seja ensinado como parte da educação estatística geral.
Como nas estatísticas tradicionais, o objetivo é transformar dados brutos em conhecimento mas o foco está em métodos estatísticos intensivos em computador, como casos com tamanho de amostra muito grande e conjuntos de dados não homogêneos.
Os termos "estatística computacional" e "computação estatística" são freqüentemente usados como sinônimos, embora Carlo Lauro (ex-presidente da Associação Internacional de Computação Estatística ) propusesse uma distinção, definindo "computação estatística" como "a aplicação da ciência da computação à estatística" e 'estatística computacional' como" visando o projeto de algoritmos para implementar métodos estatísticos em computadores, incluindo aqueles impensáveis antes da era do computador (por exemplo, bootstrap, simulação ), bem como lidar com problemas analiticamente intratáveis "[sic ].
O termo 'estatística computacional' também pode ser usado para referir-se a métodos estatísticos computacionalmente intensivos, incluindo métodos de reamostragem, métodos de Monte Carlo da cadeia de Markov, regressão local, estimativa da densidade do núcleo, redes neurais artificiais e modelos aditivos generalizados.

## Revistas de estatísticas computacionais
- Comunicações em Estatística - Simulação e Computação
- Estatística Computacional
- Estatística computacional e análise de dados
- Revista de Estatística Computacional e Gráfica
- Jornal de Computação Estatística e Simulação
- Jornal de Software Estatístico
- O Jornal R
- Estatística e Computação
- Wiley Interdisciplinary Reviews Estatísticas computacionais

## Associações
- Associação Internacional para Computação Estatística

### Artigos
- Albert, J.H.; Gentle, J.E. (2004),  Albert, James H; Gentle, James E, eds., «Special Section: Teaching Computational Statistics», The American Statistician, 58, doi:10.1198/0003130042872
- Wilkinson, Leland (2008), «The Future of Statistical Computing (with discussion)», Technometrics, 50 (4): 418–435, doi:10.1198/004017008000000460

### Livros
- Drew, John H.; Evans, Diane L.; Glen, Andrew G.; Lemis, Lawrence M. (2007), Computational Probability: Algorithms and Applications in the Mathematical Sciences, ISBN 978-0-387-74675-3, Springer International Series in Operations Research & Management Science, Springer  Drew, John H.; Evans, Diane L.; Glen, Andrew G.; Lemis, Lawrence M. (2007), Computational Probability: Algorithms and Applications in the Mathematical Sciences, ISBN 978-0-387-74675-3, Springer International Series in Operations Research & Management Science, Springer
- Gentle, James E. (2002), Elements of Computational Statistics, ISBN 0-387-95489-9, Springer  Gentle, James E. (2002), Elements of Computational Statistics, ISBN 0-387-95489-9, Springer
- Gentle, James E.; Härdle, Wolfgang; Mori, Yuichi, eds. (2004), Handbook of Computational Statistics: Concepts and Methods, ISBN 3-540-40464-3, Springer  Gentle, James E.; Härdle, Wolfgang; Mori, Yuichi, eds. (2004), Handbook of Computational Statistics: Concepts and Methods, ISBN 3-540-40464-3, Springer
- Givens, Geof H.; Hoeting, Jennifer A. (2005), Computational Statistics, ISBN 978-0-471-46124-1, Wiley Series in Probability and Statistics, Wiley-Interscience  Givens, Geof H.; Hoeting, Jennifer A. (2005), Computational Statistics, ISBN 978-0-471-46124-1, Wiley Series in Probability and Statistics, Wiley-Interscience
- Klemens, Ben (2008), Modeling with Data: Tools and Techniques for Statistical Computing, ISBN 978-0-691-13314-0, Princeton University Press  Klemens, Ben (2008), Modeling with Data: Tools and Techniques for Statistical Computing, ISBN 978-0-691-13314-0, Princeton University Press
- Monahan, John (2001), Numerical Methods of Statistics, ISBN 978-0-521-79168-7, Cambridge University Press  Monahan, John (2001), Numerical Methods of Statistics, ISBN 978-0-521-79168-7, Cambridge University Press
- Rose, Colin; Smith, Murray D. (2002), Mathematical Statistics with Mathematica, ISBN 0-387-95234-9, Springer Texts in Statistics, Springer  Rose, Colin; Smith, Murray D. (2002), Mathematical Statistics with Mathematica, ISBN 0-387-95234-9, Springer Texts in Statistics, Springer
- Thisted, Ronald Aaron (1988), Elements of Statistical Computing: Numerical Computation, ISBN 0-412-01371-1, CRC Press  Thisted, Ronald Aaron (1988), Elements of Statistical Computing: Numerical Computation, ISBN 0-412-01371-1, CRC Press
- Gharieb, Reda. R. (2017), Data Science: Scientific and Statistical Computing, ISBN 978-3-330-97256-8, Noor Publishing  Gharieb, Reda. R. (2017), Data Science: Scientific and Statistical Computing, ISBN 978-3-330-97256-8, Noor Publishing

### Associações
- Associação Internacional para Computação Estatística
- Seção de Computação Estatística da American Statistical Association

### Revistas
- Estatística computacional e análise de dados
- Jornal de Estatística Computacional e Gráfica
- Estatística e Computação
- Comunicações em Estatística - Simulação e Computação
- Jornal de Computação Estatística e Simulação